# Ebbinghausen (Lichtenau)
Ebbinghausen ist ein Stadtteil von Lichtenau in Nordrhein-Westfalen (Deutschland) und gehört zum Kreis Paderborn. Es ist zudem Teil der Region Bürener Land.
Die alte Postleitzahl von Ebbinghausen ist 4791.

## Geographie

### Geographische Lage
Ebbinghausen liegt auf der Paderborner Hochfläche im Südwestteil des Naturparks Teutoburger Wald / Eggegebirge nordwestlich der Lichtenauer Kernstadt. Durchflossen wird es vom Altenau-Zufluss Sauer.

### Nachbarortschaften
Im Norden beginnend grenzen an Ebbinghausen im Uhrzeigersinn der Borchener Ortsteil Dörenhagen sowie die Lichtenauer Stadtteile Grundsteinheim, Lichtenau, Husen und Atteln. Diese Orte gehören alle zum Kreis Paderborn.

### Klima
Ebbinghausen gehört wie Ostwestfalen-Lippe insgesamt zum ozeanischen Klimabereich Nordwestdeutschlands, dem es geringe Temperaturgegensätze und milde Winter verdankt. Allerdings sind schon kontinentale Einflüsse wirksam. So liegt die Temperatur im Sommer höher und die Nächte sind kühler als in größerer Nähe zur Küste. Die Lage am Rand des Eggegebirges bedingt ein kollines Klima der Hügellandstufe mit kühleren Temperaturen und höherem Niederschlag als in anderen Lagen des Kreisgebiets.

### Hochwasserschutz
Nachdem die an der Sauer gelegenen Ortschaften, wie Ebbinghausen, oftmals von Hochwasser – insbesondere 1965 – betroffen waren, wurde weit oberhalb des Dorfs am Saueroberlauf bei Lichtenau das Hochwasserrückhaltebecken Sudheim (1978–1980) und etwas unterhalb der Ortschaft das Hochwasserrückhaltebecken Ebbinghausen (1974–1976) errichtet.

## Geschichte
Ebbinghausen  gehörte bis zu den Napoleonischen Kriegen zum Amt Lichtenau im Hochstift Paderborn. Im Königreich Westphalen bildete der Ort von 1807 bis 1813 eine Gemeinde im Kanton Lichtenau im Departement der Fulda. 1816 kam die Gemeinde Ebbinghausen zum neuen Kreis Büren, in dem sie zum Amt Lichtenau gehörte. Mit Inkrafttreten des Sauerland/Paderborn-Gesetzes am 1. Januar 1975 wurden die meisten Gemeinden des Amtes Atteln mit den Gemeinden des Amtes Lichtenau und somit auch Ebbinghausen zur neuen Stadt Lichtenau zusammengelegt und kommen mit dieser zum Kreis Paderborn. Rechtsnachfolgerin der aufgelösten Ämter Atteln und Lichtenau sowie der Gemeinde Ebbinghausen ist die Stadt Lichtenau.

## Politik
Ortsvorsteher von Ebbinghausen ist Thomas Schulze.

## Bildergalerie

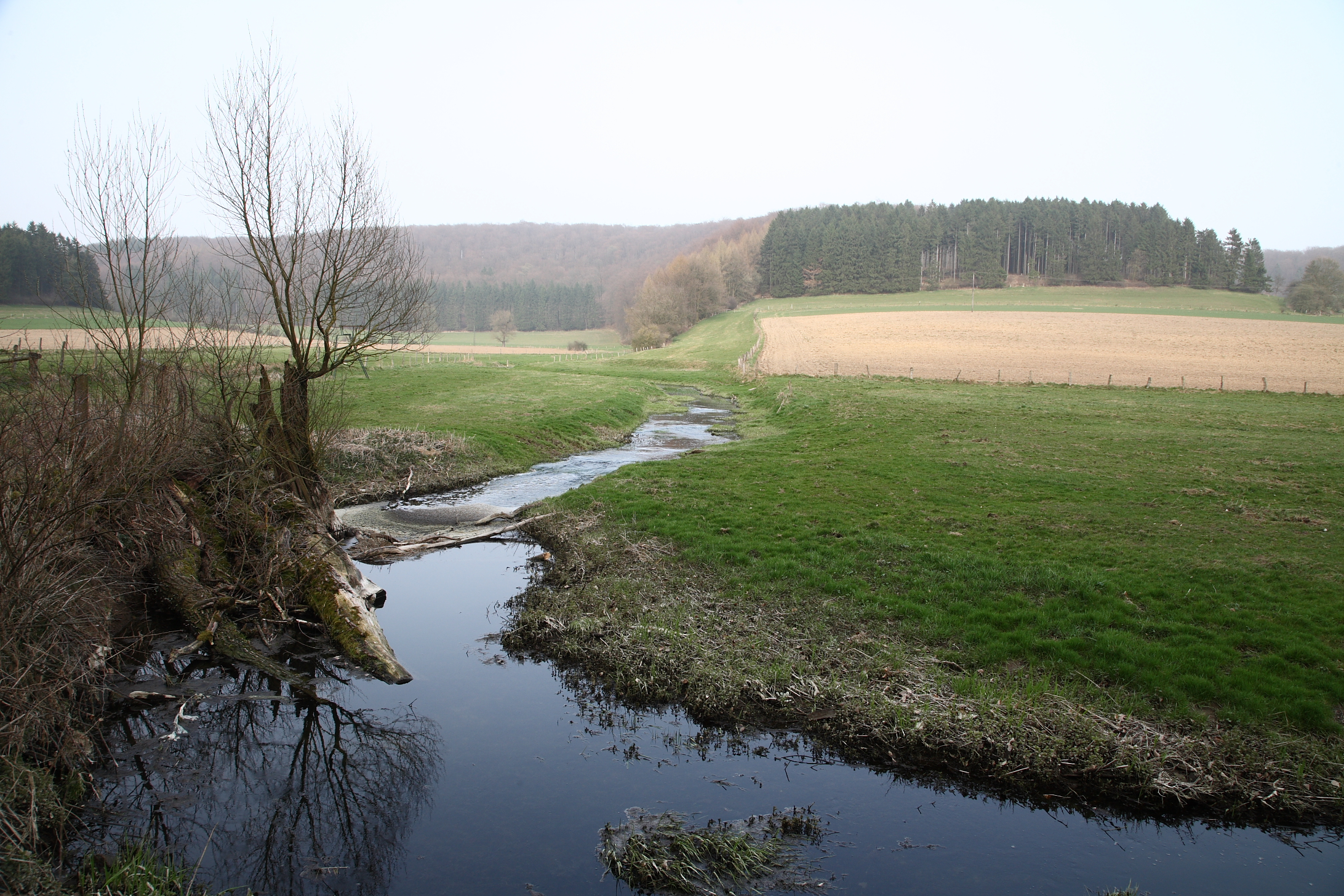
Sauertal  – nördlich von Ebbinghausen
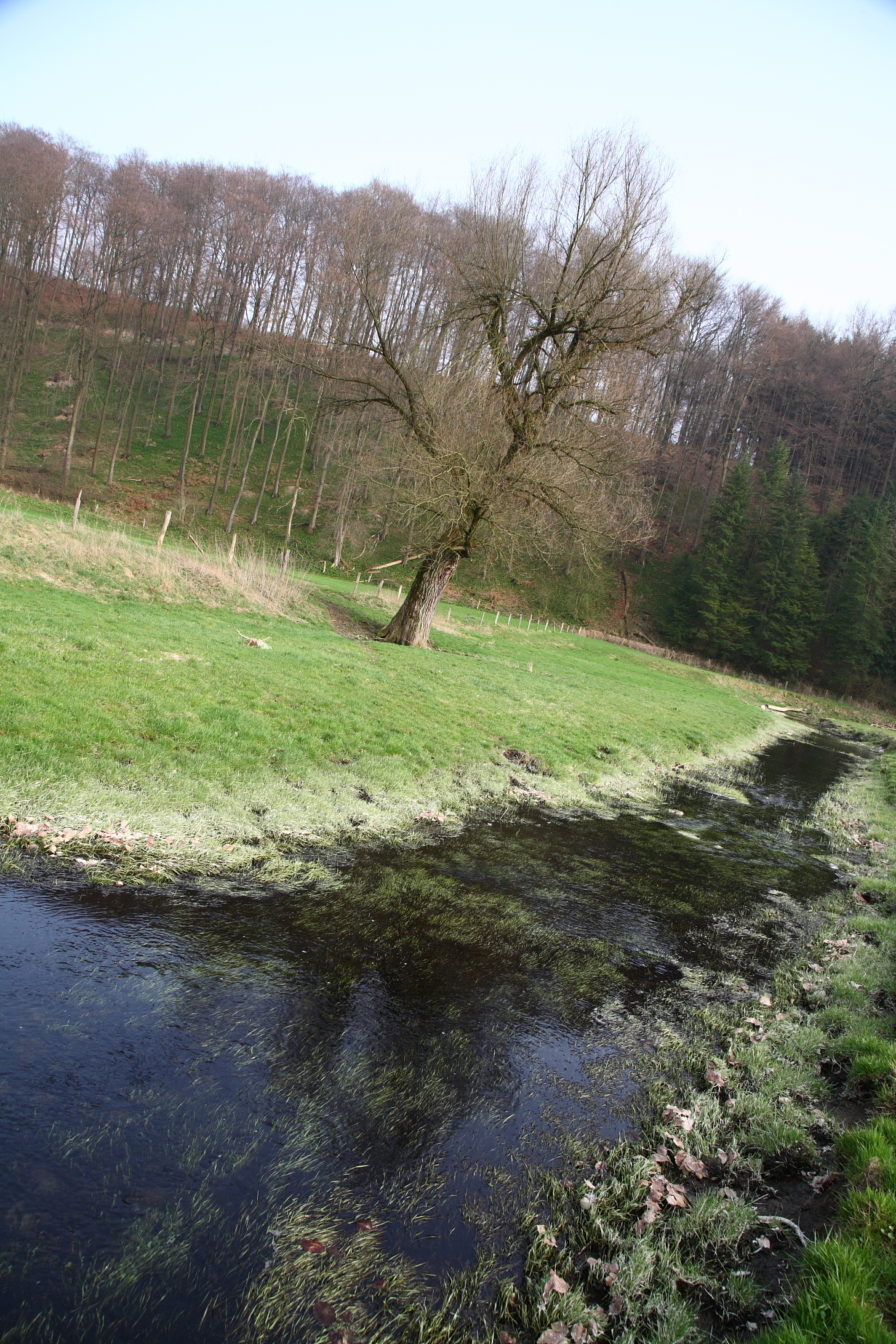
Sauertal  – nördlich von Ebbinghausen

## Söhne und Töchter der Stadt
- Therese Brinkmeier (1903–1944), Opfer des Nationalsozialismus